# Fürstenberg, Bad Wünnenberg
För andra betydelser, se Fürstenberg.
Fürstenberg, formellt Fürstenberg (Westfalen), är sedan den 1 januari 1975 en stadsdel i Bad Wünnenberg i det tyska förbundslandet Nordrhein-Westfalen. Fürstenberg hade 2 592 invånare år 2012.